# Valerio Olgiati
Valerio Olgiati (Coira, 18 luglio 1958) è un architetto svizzero.

## Biografia

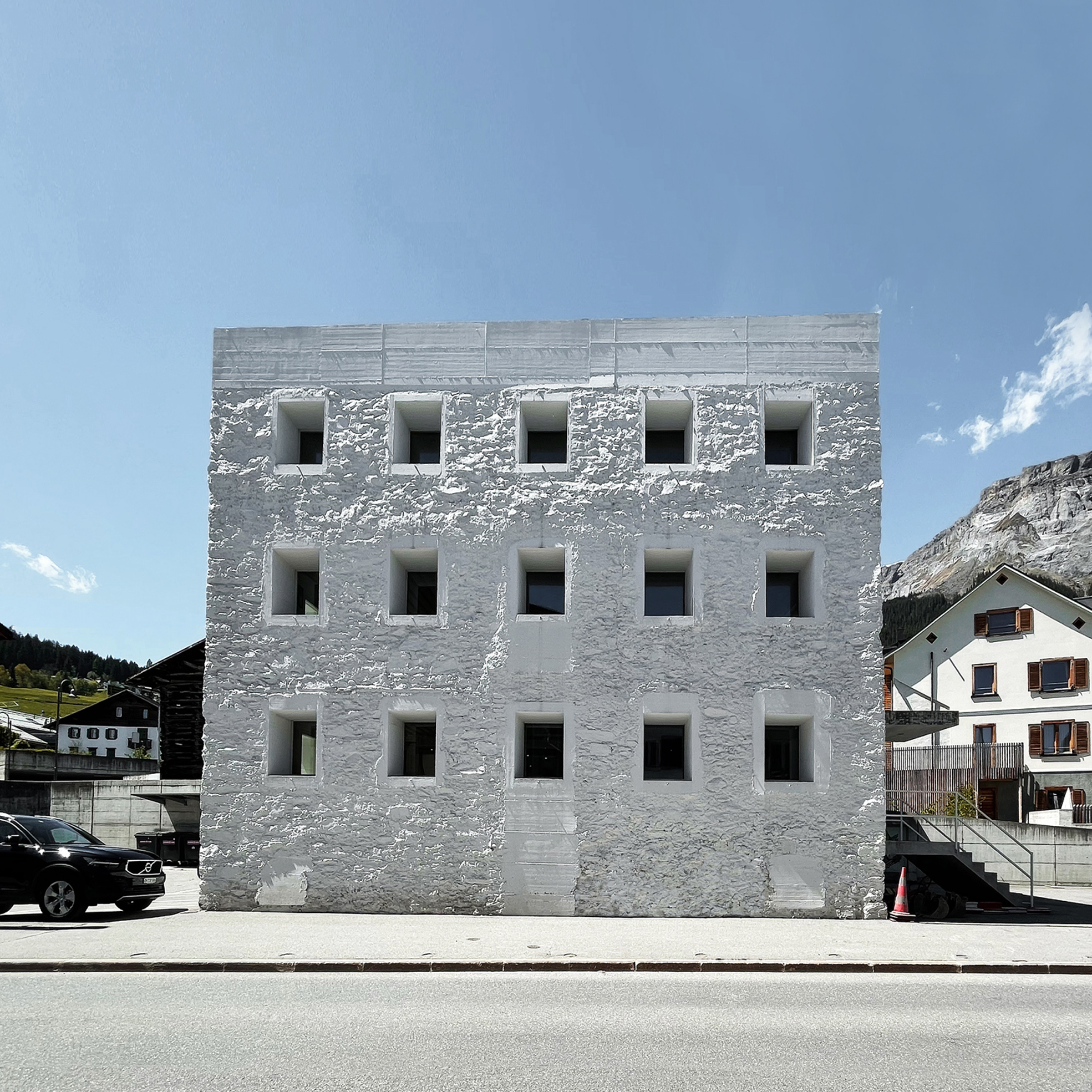
Museo "La Casa Gialla", Flims

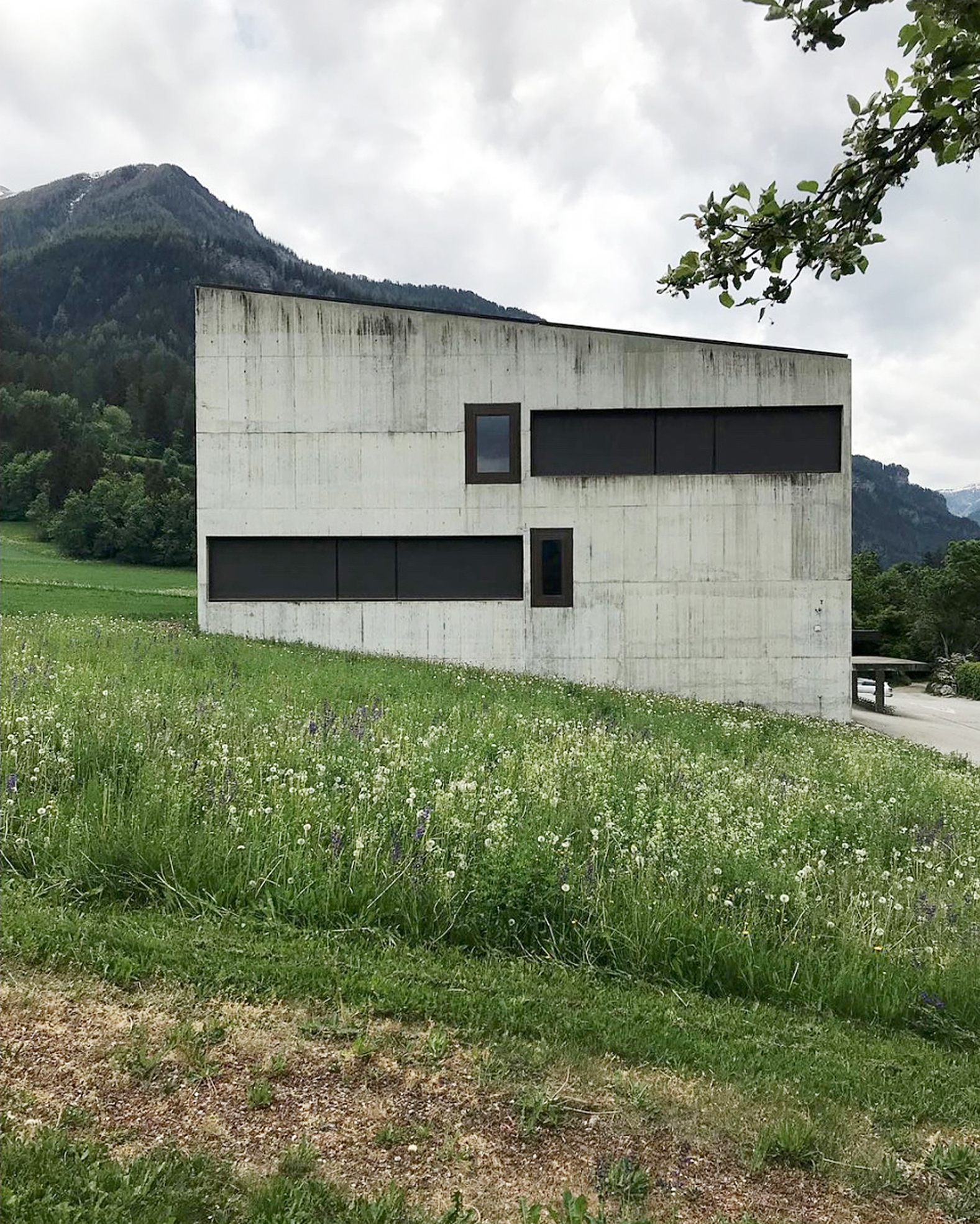
Scuola di Paspels, Paspels

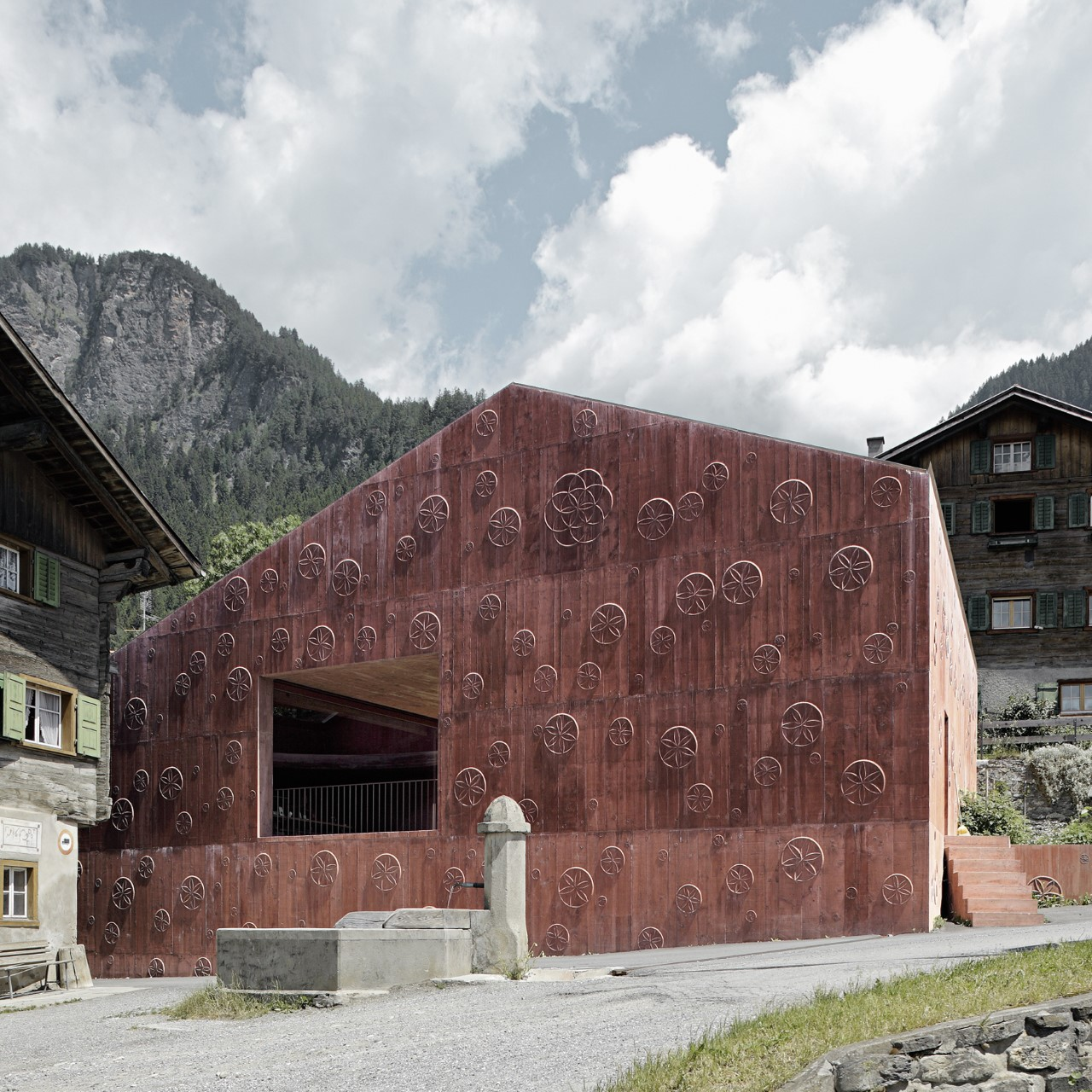
Atelier Bardill, Scharans

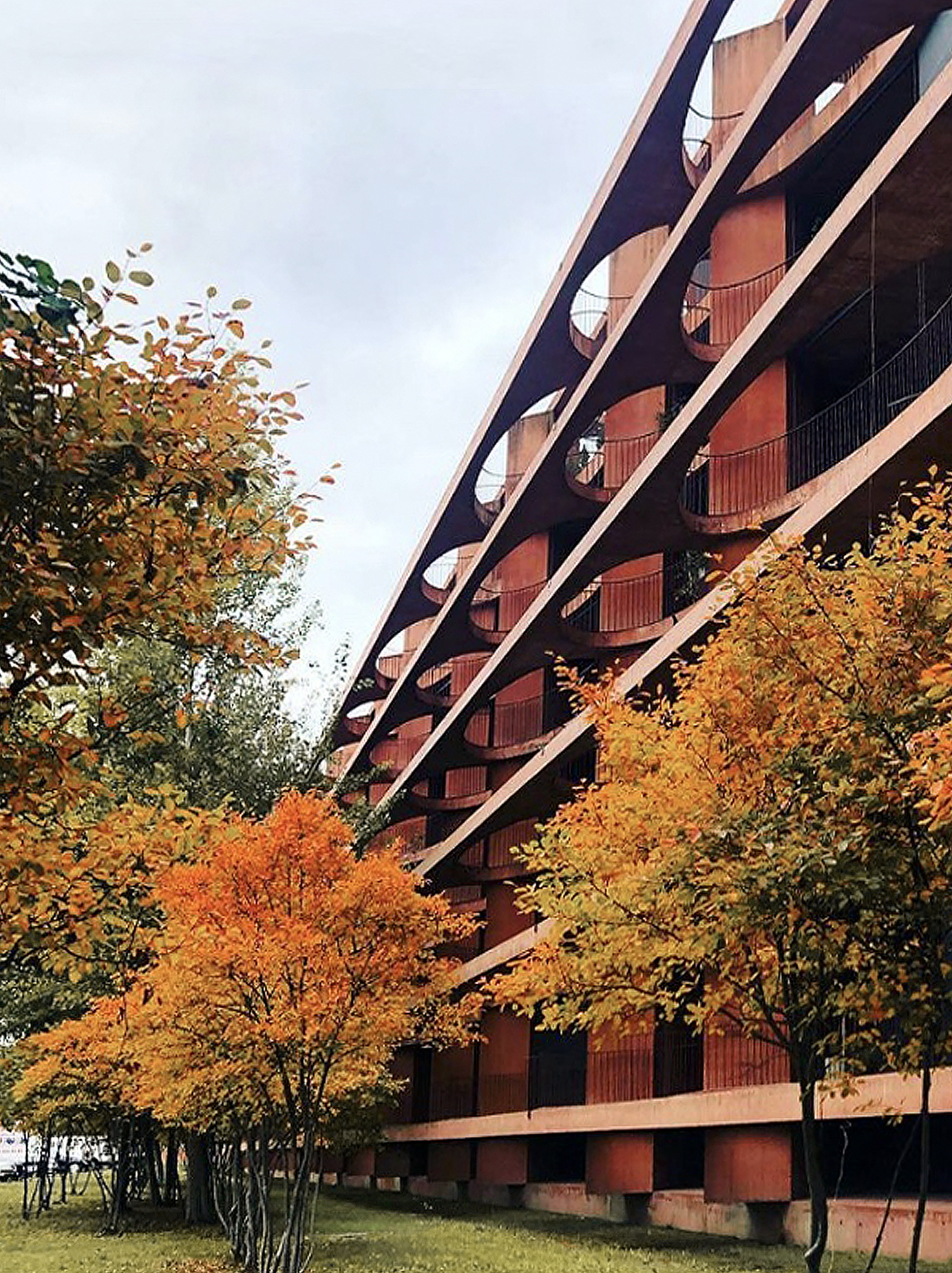
Edificio residenziale, Zugo

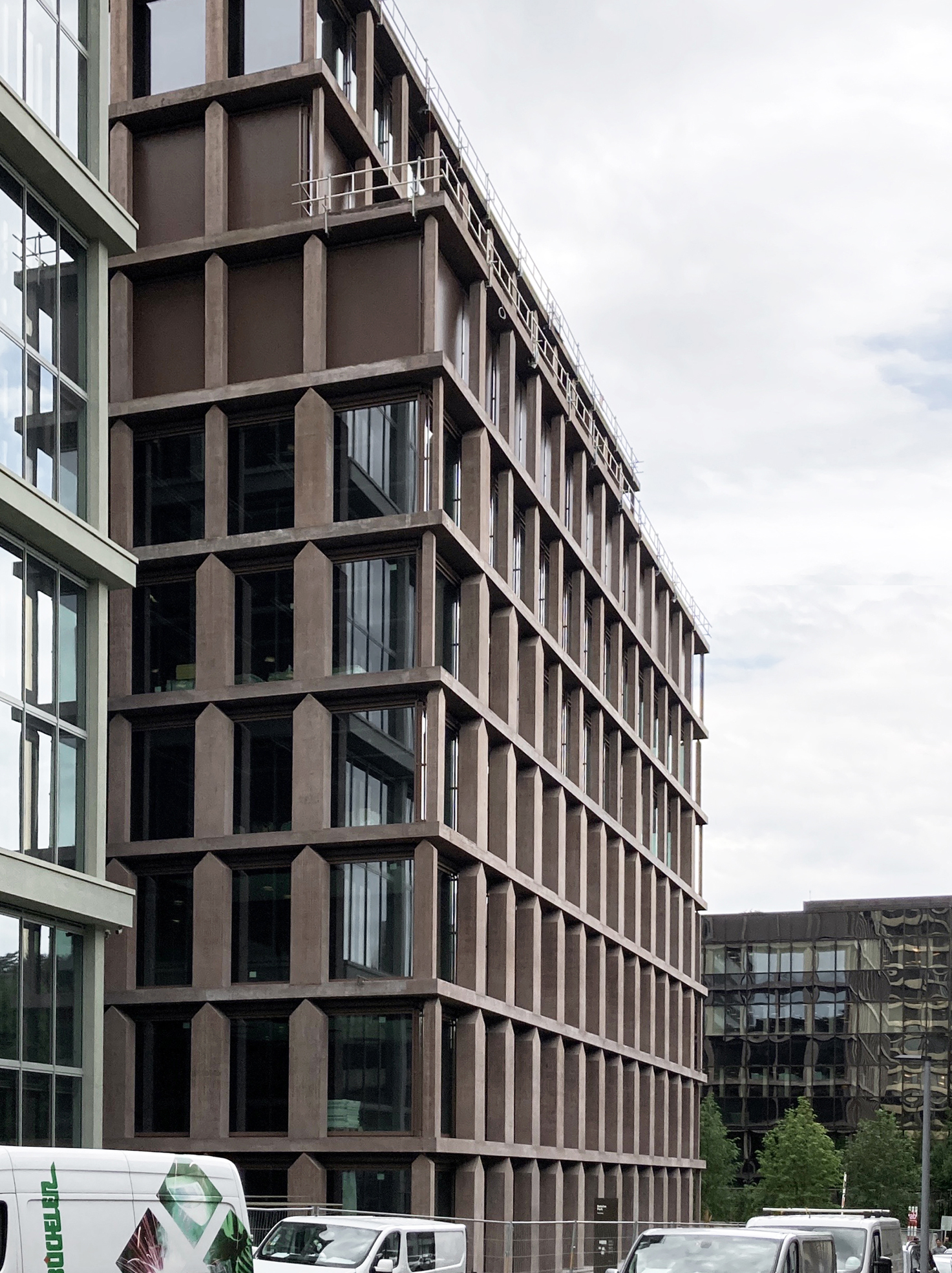
Baloise Park, Basilea

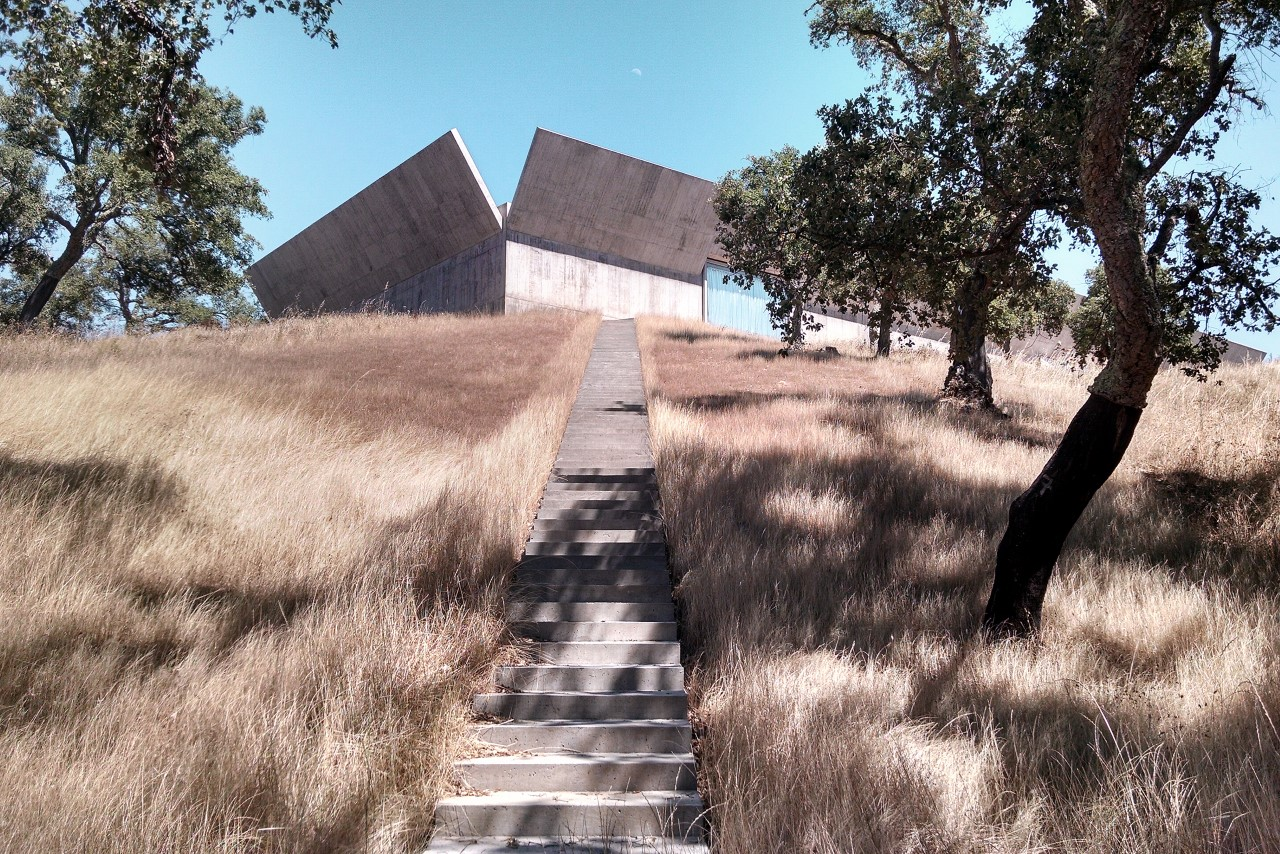
Villa Além, Alentejo

Ha studiato architettura al Politecnico federale di Zurigo. Dopo aver vissuto e lavorato per alcuni anni a Los Angeles, ha aperto nel 1996 un suo studio d'architettura a Zurigo e nel 2008 un altro a Flims. Come professore invitato ha insegnato al Politecnico federale di Zurigo, alla AA di Londra e alla Cornell University di Ithaca. Dal 2002 è docente ordinario presso l'Accademia di Architettura di Mendrisio. Dall'autunno del 2009 gestisce la cattedra Kenzō Tange all'Harvard University, Cambridge, USA.

## Opere principali
- 1984 Casa Fiala, Coira
- 1991 Piano urbanistico Cuncas, Sils i.E.
- 1991 Casa Kucher, Rottenburg a. N., Germania
- 1994 Piano urbanistico per la ricostruzione della Suq di Beirut, Libano
- 1995 Korean American Museum of Art and Colture (KOMA), Los Angeles, USA
- 1998 Progetto Lago di Cauma, Flims
- 1998 Scuola di Paspels, Paspels
- 1999 Abitazione Sari d'Orcino, Corsica, Francia
- 1999 Museo "La Casa Gialla", Flims
- 2002 Centro Visitatori del Parco Nazionale Svizzero, Zernez
- 2003 Peak Gornergrat, Zermatt
- 2003 Università Lucerna, Lucerna
- 2004 National Palace Museum, Taipei, Taiwan
- 2004 Learning Center EPFL, Losanna
- 2005 Edificio residenziale Ardia Palace, Tirana, Albania
- 2005 Casa K+N, Wollerau
- 2006 Ufficio di Valerio Olgiati, Flims
- 2007 Edificio residenziale, Zugo
- 2007 Atelier Bardill, Scharans
- 2007 Cantina Carnasciale, Mercantale, Toscana, Italia
- 2008 PermMuseumXXI, Perm', Russia
- 2008 Cantina Schlossgut Hohenbeilstein, Germania

## Premi e distinzioni
- 1993 Riconoscimento del Deutschen Architekturpreis per la Casa Kucher, Rottenburg a/N, Germania
- 1994 Eidgenössisches Kunststipendium, Svizzera
- 1995 Eidgenössischer Preis für freie Kunst (con Frank Escher), Svizzera
- 1995 Premio per la Casa Kucher, Rottenburg a/N, Architektenkammer Baden-Württemberg, Germania
- 1998 Premio "Bester Bau 2008 in der Schweiz", Lepre di bronzo, Televisione Svizzera "10 vor 10", per la Scuola di Paspels, Svizzera
- 1999 Premio "Bester Bau 2008 in der Schweiz", Lepre d'oro, Televisione Svizzera "10 vor 10", per La Casa Gialla a Flims, Svizzera
- 1999 Premio internazionale d'architettura "Neues Bauen in den Alpen", Sexten-Kultur, premio per la Scuola di Paspels, Italia
- 2001 Premio "Gute Bauten Kanton Graubünden" per la Scuola di Paspels and per La Casa Gialla a Flims, Svizzera
- 2001 Premio d'architettura Beton per la Scuola di Paspels, Svizzera
- 2006 Premio internazionale d'architettura "Neues Bauen in den Alpen", Sexten-Kultur, premio per La Casa Gialla a Flims, Italia
- 2007 Premio "Bester Bau 2008 in der Schweiz", Lepre di bronzo, Televisione Svizzera "10 vor 10", per l'Atelier Bardill a Scharans, Svizzera
- 2008 Premio "Bester Bau 2008 in der Schweiz", Lepre d'oro, Televisione Svizzera "10 vor 10", per Il Centro Visitatori del Parco Nazionale Svizzero a Zernez, Svizzera
- 2009 Membro onorario del Royal Institute of British Architects, Londra
- 2009 Premio d'architettura Beton per la Casa K+N, Il Centro Visitatori del Parco Nazionale Svizzero, l'Atelier Bardill, Svizzera
- 2010 Premio "Bester Bau 2010 in der Schweiz", Lepre di bronzi, Hochparterre, per l'Accesso al Gran Consiglio a Coira, Svizzera

## Mostre personali
- 1998 Galleria Aam, Milano, Italia, "1 progetto", conferenza introduttiva di Kenneth Frampton
- 1999 Politecnico Federale di Zurigo, Svizzera, "Das Gelbe Haus, Flims"
- 2002 Galleria Museo di Bolzano, Italia, "Valerio Olgiati - idee"
- 2008 Politecnico Federale di Zurigo, Svizzera, "Valerio Olgiati"
- 2008 Università della Svizzera italiana, Svizzera, "Valerio Olgiati"
- 2009 Royal Institute of British Architects, Londra, Regno Unito, "Valerio Olgiati"
- 2009 Das Gelbe Haus Flims, Svizzera, "Dado - Gebaut und bewohnt von Rudolf und Valerio Olgiati"
- 2010 OPO'LAB, Porto, Portogallo, "Valerio Olgiati"
- 2011-2012 MOMAT, Tokyo, Giappone, "VALERIO OLGIATI / ヴァレリオ・オルジャティ展"